# Gossaigaon
Gossaigaon is een dorp in het district Kokrajhar van de Indiase staat Assam. 

## Demografie
Volgens de Indiase volkstelling van 2001 wonen er 13.267 mensen in Gossaigaon, waarvan 53% mannelijk en 47% vrouwelijk is. De plaats heeft een alfabetiseringsgraad van 76%. 